# Éloge du chiac
Série
Éloge du chiac - Partie 2
(2009)
Pour plus de détails, voir Fiche technique et Distribution.
Éloge du chiac est un documentaire québécois et acadien réalisé par Michel Brault et sorti en 1969,. Tourné en parallèle avec L'Acadie, l'Acadie?!?, ce court métrage représente un contrepoint instructif sur les différentes utilisations du cinéma direct, mais aussi sur un moment important de l'expression acadienne, alors que l'Acadie vibrait d'un renouveau porté par Louis J. Robichaud,. Le documentaire se veut un miroir de la crise identitaire québécoise de la même période.

## Synopsis
Dans une salle de classe de la fin des années 1960, une jeune institutrice et ses élèves débattent de la place et de l’avenir du français, du chiac et de l’anglais dans leur communauté. Un des objectifs du film est d'illustrer les différences entre la réalité professorale de Mme Rosanna Leblanc et celle de ses étudiants. Ce court métrage documentaire est tourné dans l'école francophone Beauséjour de Moncton, au Nouveau-Brunswick.

## Fiche technique
- Titre original : Éloge du chiac
- Réalisation et montage : Michel Braullt
- Direction artistique : Alain Dostie et Michel Brault
- Son : Serge Beauchemin et Claude Azamaircius
- Mixage : Ron Alexander
- Production : Guy L. Coté
- Société(s) de production : Office national du film du Canada
- Pays de production : Canada (Québec)
- Langue : Français (Chiac)
- Format : Noir et blanc — 16 mm[4]
- Genre : Documentaire
- Durée : 27minutes
- Date de sortie : 
  - France : mai 1970 (Festival de Cannes)[8],[9]

## Autour du film
Un long métrage documentaire québécois et acadien, Éloge du chiac : part 2, réalisé par Marie Cadieux est ensuite sorti en 2009.
Une des élèves, France Daigle, est devenue une écrivaine. Au milieu du débat filmé par Michel Brault, cette dernière résume aussi son rapport ambivalent au chiac « J’comprends qu’vous êtes fiers de vot’dialect, mais quand même là, si on va trop loin avec le chiac là, ben ça viendra qu'y aura pu la langue française ici en Acadie ».